# Guerra di Lusitania
La guerra lusitana fu la resistenza che i Lusitani della Spagna Ulteriore opposero ai conquistatori romani dal 155 al 139 a.C. I Lusitani si ribellarono in due diverse occasioni, nel 155 e nel 146 a.C.. 
Questa tribù entrò per la prima volta in guerra con i Romani nel 194 a.C., quando erano ancora liberi. Dal 179 a.C. i Romani riuscirono a pacificare gran parte della regione, stipulando un trattato di pace. La prima rivolta scoppiò nel 155 a.C. e terminò quando il pretore Servio Sulpicio Galba fece uccidere a tradimento nel 150 a.C. i capi dei Lusitani, da lui invitati ad un colloquio di pace. Nel 146 a.C., guidati da Viriato, si ribellarono di nuovo, dando vita a una vasta coalizione anti-romana, comprendente diversi popoli. Viriato fu ucciso nel 139 a.C. nel suo letto da tre suoi uomini, corrotti dai Romani. Il generale Quinto Servilio Cepione giustiziò poi i tre, dicendo che Roma non ricompensa i traditori.